# ئی‌آی‌تی‌بی
ئی‌آی‌تی‌بی (انگلیسی: EITB) شرکت دولتی رسانه‌ای اسپانیایی است، که در سال ۱۹۸۲ تأسیس شد.